# Bazilika svatého Marka
Bazilika svatého Marka (italsky Chiesa (nebo také Basilica) di San Marco) je hlavní kostel a jedna z nejvýznamnějších památek města Benátky v Itálii. Dnes je to asi nejlépe zachovaný příklad byzantské architektury. Stojí na náměstí Svatého Marka (Piazza di San Marco), vedle Dóžecího paláce.

## Historie
Kostel svatého Marka byl na tomto místě postaven už v letech 828–832, když se benátští kupci v Alexandrii lstí zmocnili ostatků tohoto světce, od té doby patrona Benátek. Při povstání roku 976 byl palác i kostel vypálen, znovu vystavěn v letech 1063–1094, patrně podle vzoru kostela Svatých apoštolů v Konstantinopoli z let 536–546, zbořeného po roce 1455. I další přístavby a přestavby ve 13. století (hlavní průčelí, předsíň a většina mozaik) zachovaly byzantský ráz, kdežto doplňky 14. století jsou už gotické.
Z křížové výpravy roku 1204 přivezli Benátčané bohatou kořist soch, sloupů a kamenů, které dnes zdobí kostel sv. Marka, například Koně sv. Marka. V historii kostel patřil benátské republice a dóžeti, kdežto biskupský kostel San Pietro di Castello leží v odlehlé čtvrti. Teprve od roku 1807 je San Marco také sídelním kostelem benátského patriarchy.

## Popis

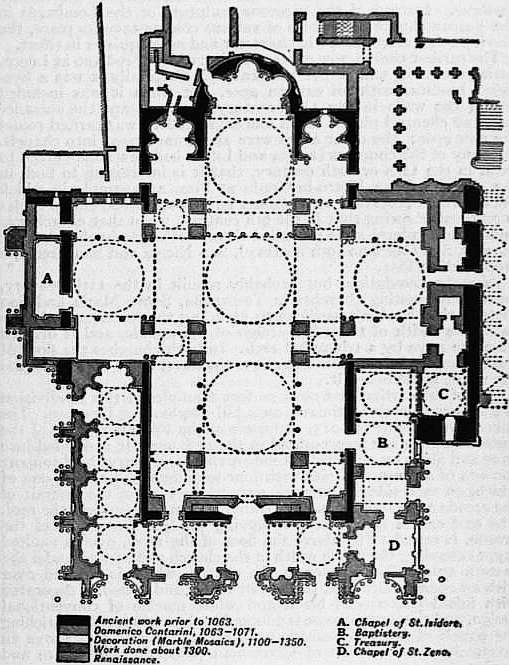
Půdorys baziliky

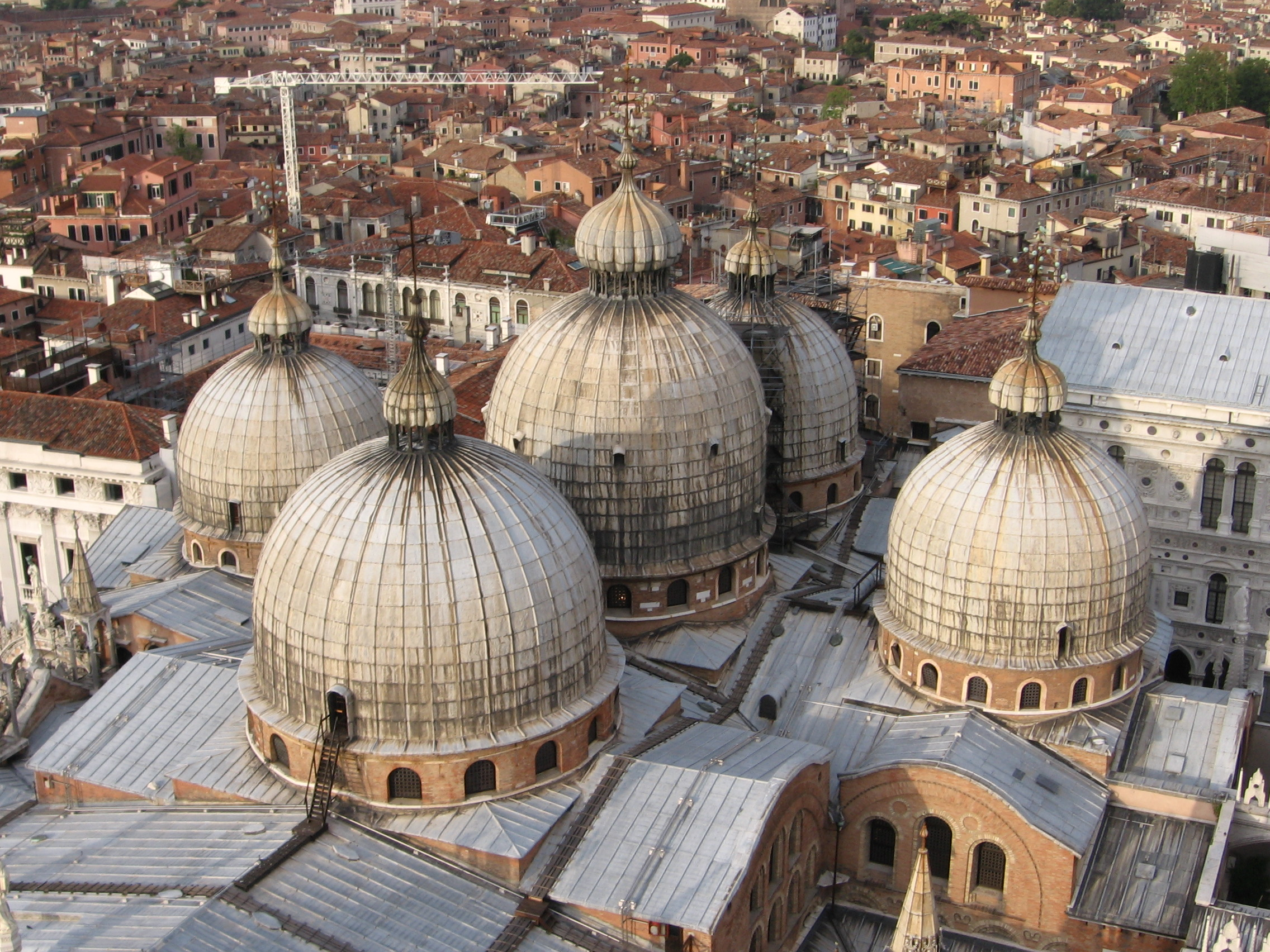
Pět hlavních kupolí chrámu

Kostel o rozměrech 76,5 x 62,6 m je postaven převážně z cihel na půdorysu rovnoramenného (řeckého) kříže, jehož ramena jsou rozdělena sloupy do tří lodí. Střechu tvoří pět mohutných kupolí s dřevěnou konstrukcí pokrytou plechem. Střední kupoli nad křížením (vnitřní výška 45 m) podpírají čtyři mohutné pilíře. Směrem do náměstí je od 13. století představen klenutý narthex (vstupní předsíň) o rozměrech 62 x 6 m, zastřešený osmi menšími kupolemi, který tvoří hlavní průčelí kostela. Dolní patro fasády tvoří pět oblouků s bohatou výzdobou mozaik, antických sloupů a soch. Uvnitř i vně kostela je přes 500 kamenných sloupů, většinou starověkých a dovezených z východu. Také bronzová vrata jsou byzantského původu.
Nejslavnější je měděné a původně pozlacené antické čtyřspřeží z doby kolem přelomu letopočtu. Každý kůň je odlit ze dvou kusů, spojení kryje páska kolem krku. Sochy stály původně v Římě, císař Konstantin I. Veliký je odvezl do Konstantinopole, odkud je jako kořist přivezli křižáci. Roku 1798 je odvezl Napoleon do Paříže, po roce 1815 se však vrátily zpět. V 90. letech 20. století byly sochy koní zrestaurovány a uloženy do Muzea sv. Marka uvnitř baziliky, do exteriéru byly umístěny jejich bronzové kopie.
Na rohu basiliky je porfýrové sousoší „tetrarchů“ – císaře Diokleciána a jeho tří spoluvládců z doby kolem roku 300.

### Interiér

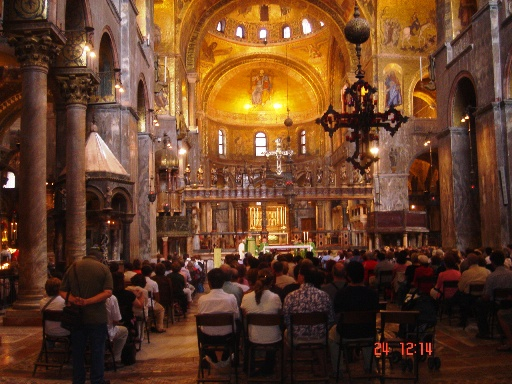
Interiér hlavní lodi

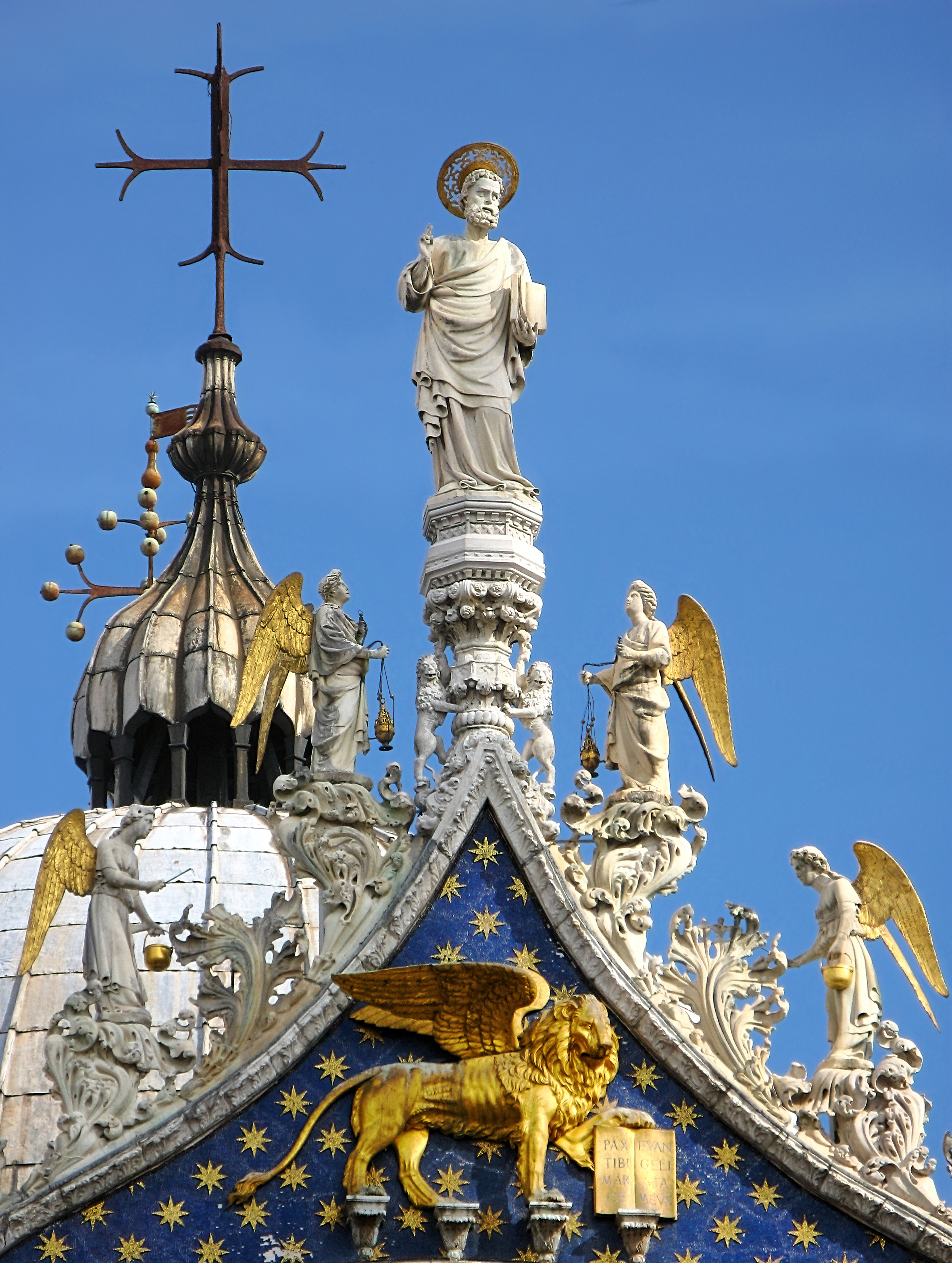
Bazilika sv. Marka, detail sochy sv. Marka a benátského lva na průčelí

Vnitřek působí jednak neobvyklým prostorem, jednak mimořádně bohatou mozaikovou, malířskou a sochařskou výzdobou. V bazilice je přes 4 200 m² mozaik z barevných skleněných kostiček, zčásti se zlatou vložkou. Mozaiky v hlavní apsidě jsou patrně z 11. století (trůnící Kristus a čtyři patroni města Benátek), mozaiky v levé příční lodi byly v 16. a 17. století obnoveny, kdežto v pravé jsou ze 13. století, stejně jako mozaiky v předsíni.
Z vnitřního zařízení je nejznámější Pala d'oro, zlaté antependium hlavního oltáře z roku 1105, upravené ve 14. století, dnes na zadní straně oltáře. Rovněž výzdoba ikonostase je ze 14. století, stejně jako dvojitá kamenná kazatelna vlevo. Chórová empora na protější straně byla určena zpěvákům. Po obou stranách chóru jsou bronzové reliéfy ze života sv. Marka od Jacopa Sansovina ze 16. století.

### Zvonice
Jihozápadně naproti bazilice stojí Zvonice svatého Marka (Campanile di San Marco) vysoká 98,6 m z let 1511–1514. Roku 1902 se počátkem července začaly na její severní stěně objevovat trhliny, které se v následujících dnech dál zvětšovaly, až se celá věž 14. července zřítila, naštěstí bez lidských obětí. V letech 1903–1912 byla z původního zdiva znovu postavena. Na zvonici je 5 zvonů a na vyhlídkovou plošinu se lze dostat výtahem. Na úpatí zvonice je renesanční logetta z let 1537–1549 od Jacopa Sansovina.

## Galerie

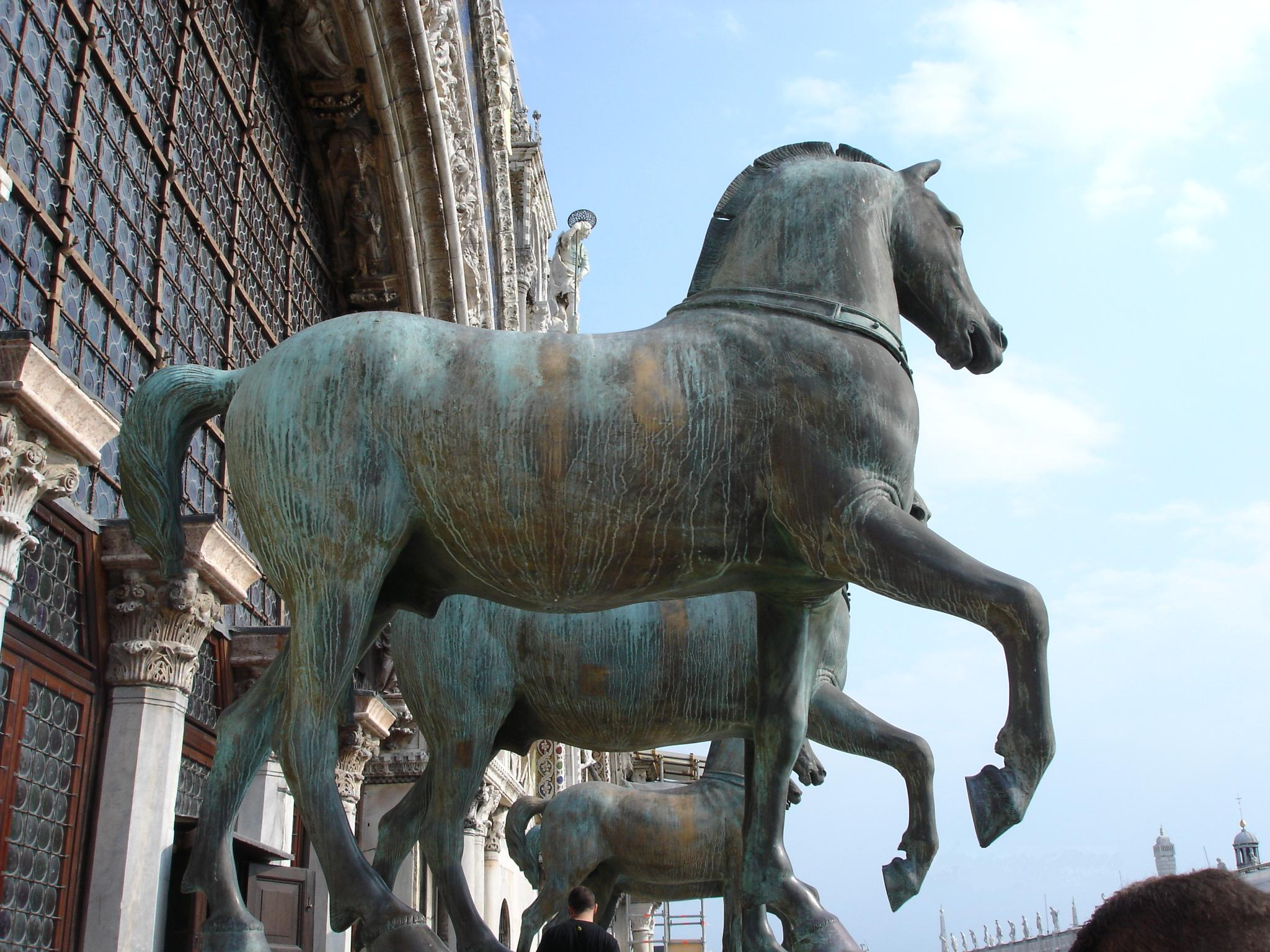
Čtyřspřeží (1. stol.)
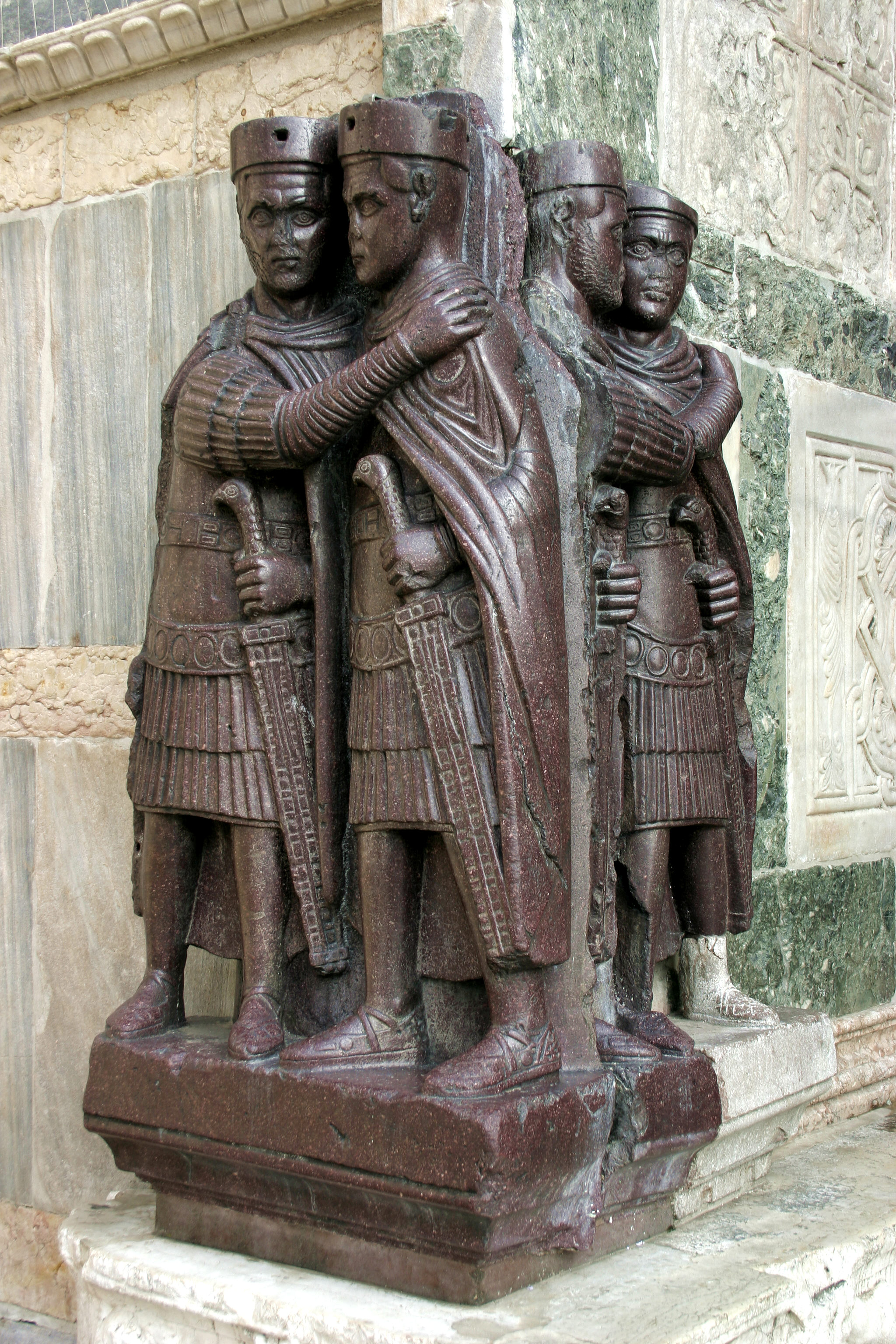
Tetrarchové (4. stol.)
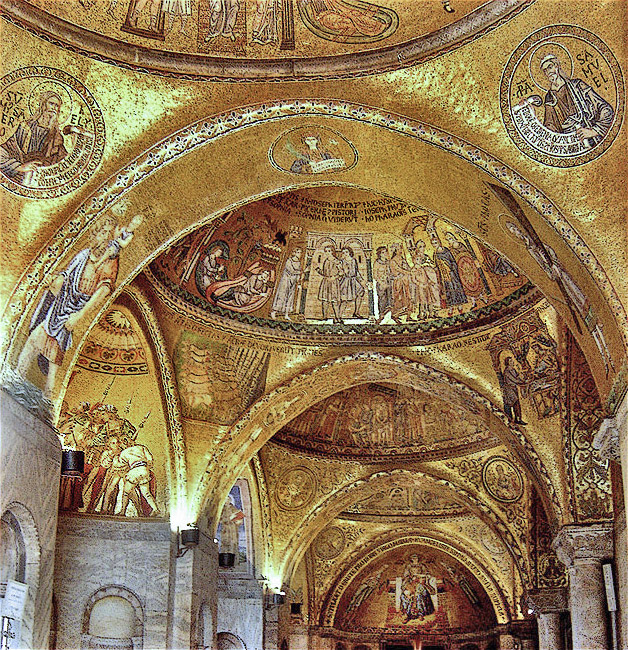
Mozaiky (13. stol.)
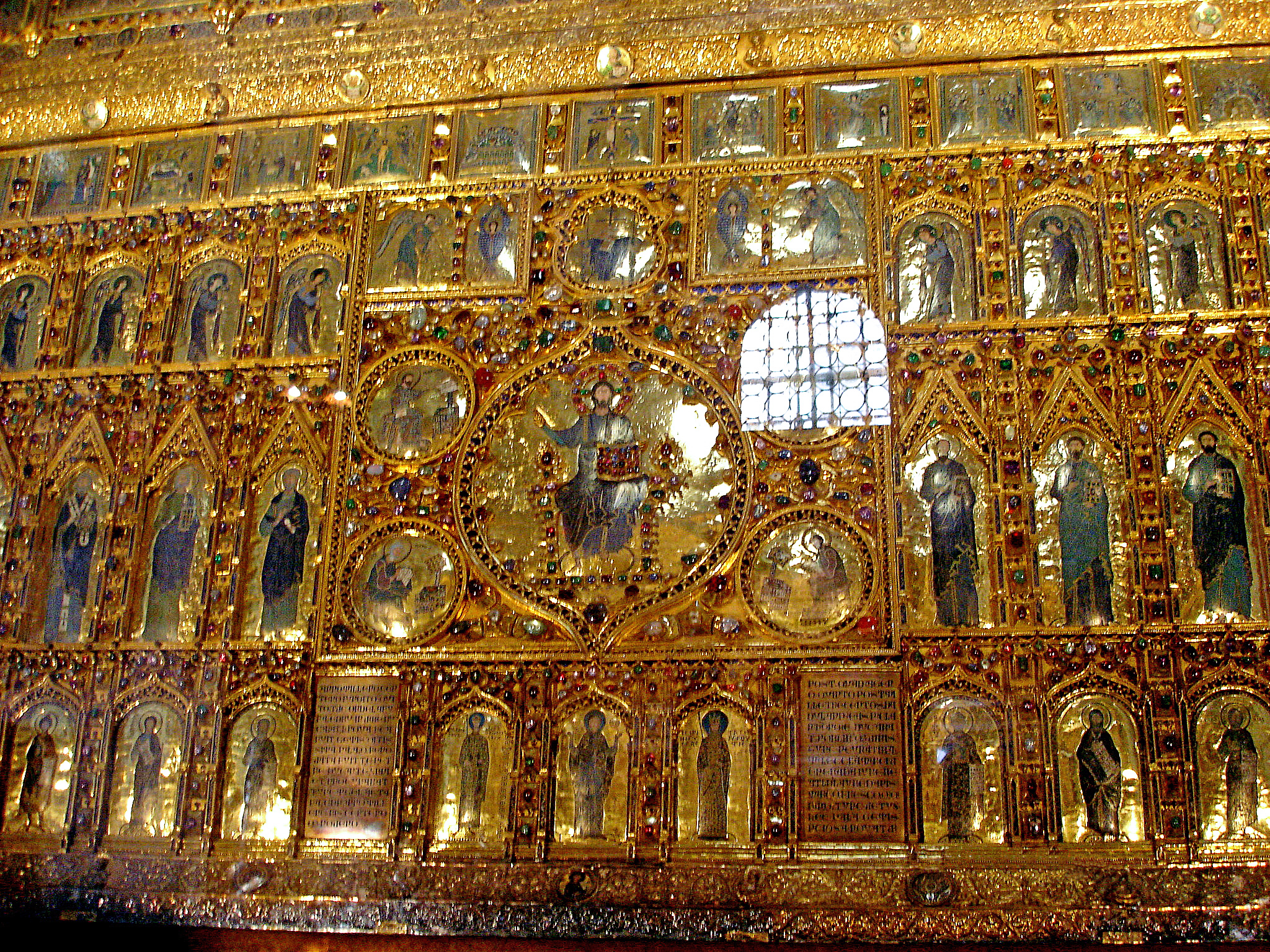
Pala d'oro (14. století)
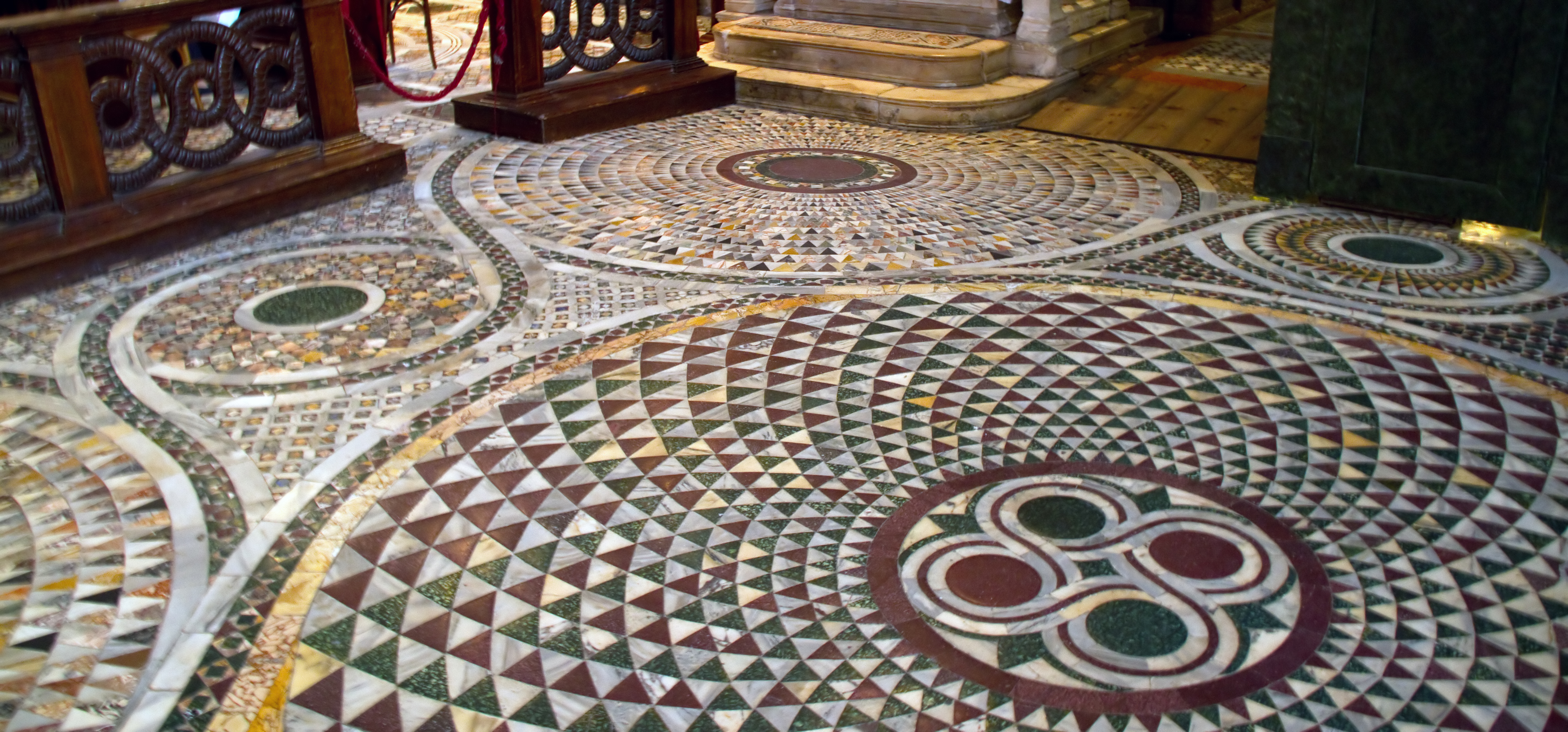
Mramorová dlažba (11. století)
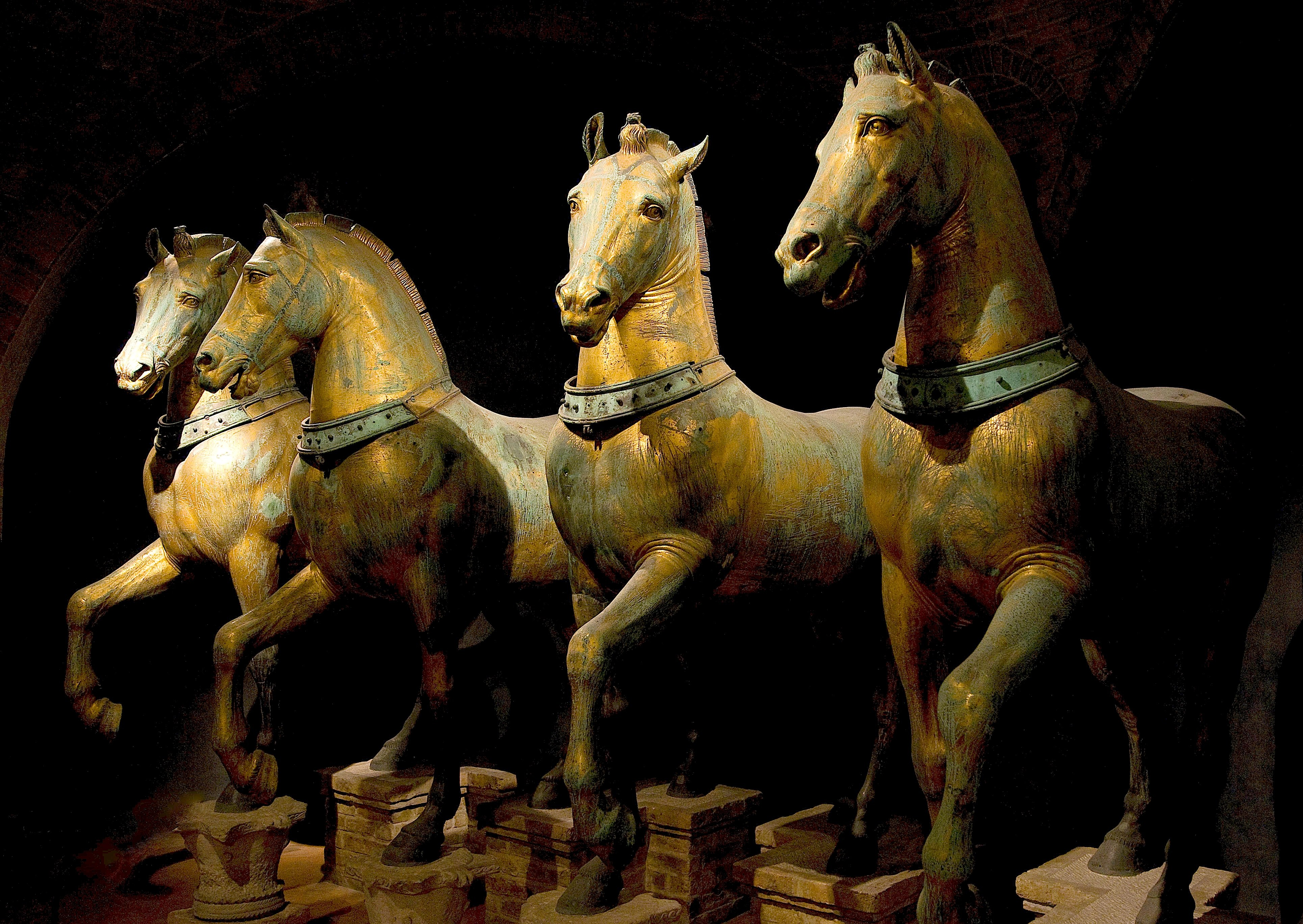
Bronzoví koně (čtyřspřeží) z 1. století